# Sphaerella nitidula
Sphaerella nitidula är en svampart som först beskrevs av Joseph-Henri Léveillé, och fick sitt nu gällande namn av Miles Joseph Berkeley 1876. Sphaerella nitidula ingår i släktet Sphaerella och familjen Mycosphaerellaceae.   Inga underarter finns listade i Catalogue of Life.